# Erondegem
Erondegem est une section de la commune belge d'Erpe-Mere dans le Denderstreek sur le Molenbeek située en Région flamande dans la province de Flandre-Orientale. C'était une commune à part entière avant la fusion des communes de 1977.

## Démographie

### Évolution démographique

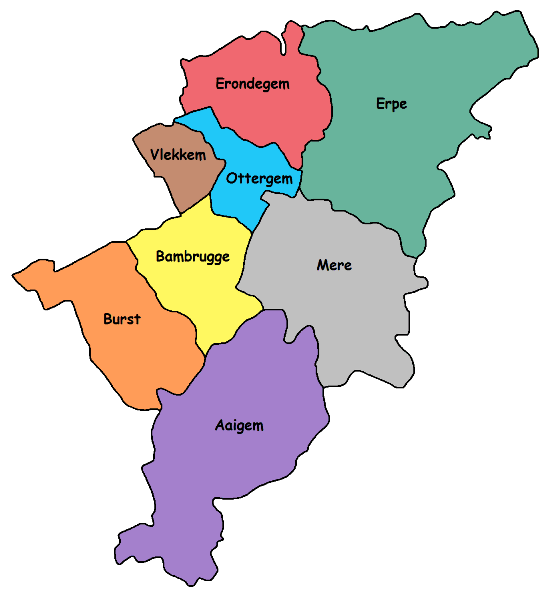
Localisation d'Erondegem dans Erpe-Mere

- Sources : INS, Rem. : 1831 jusqu'en 1970 = recensements, 1976 = nombre d'habitants au 31 décembre[2].

## Photo's

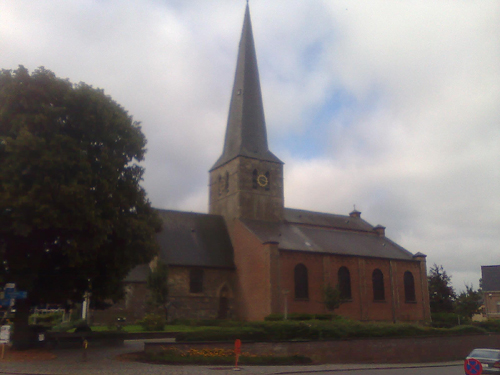
L'église d'Erondegem vue latérale
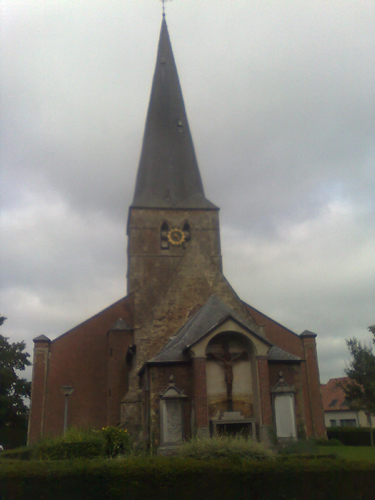
L'église d'Erondegem vue de derrière
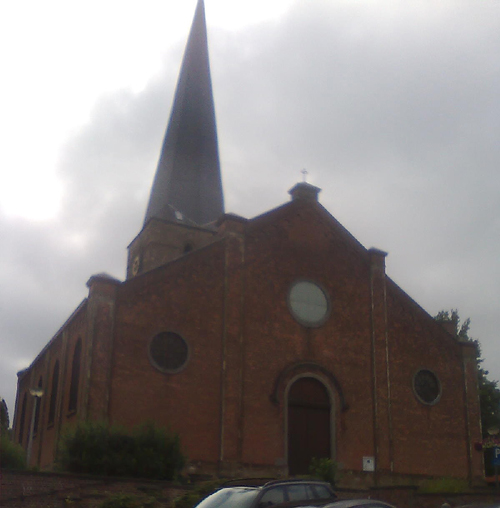
L'église d'Erondegem vue de face
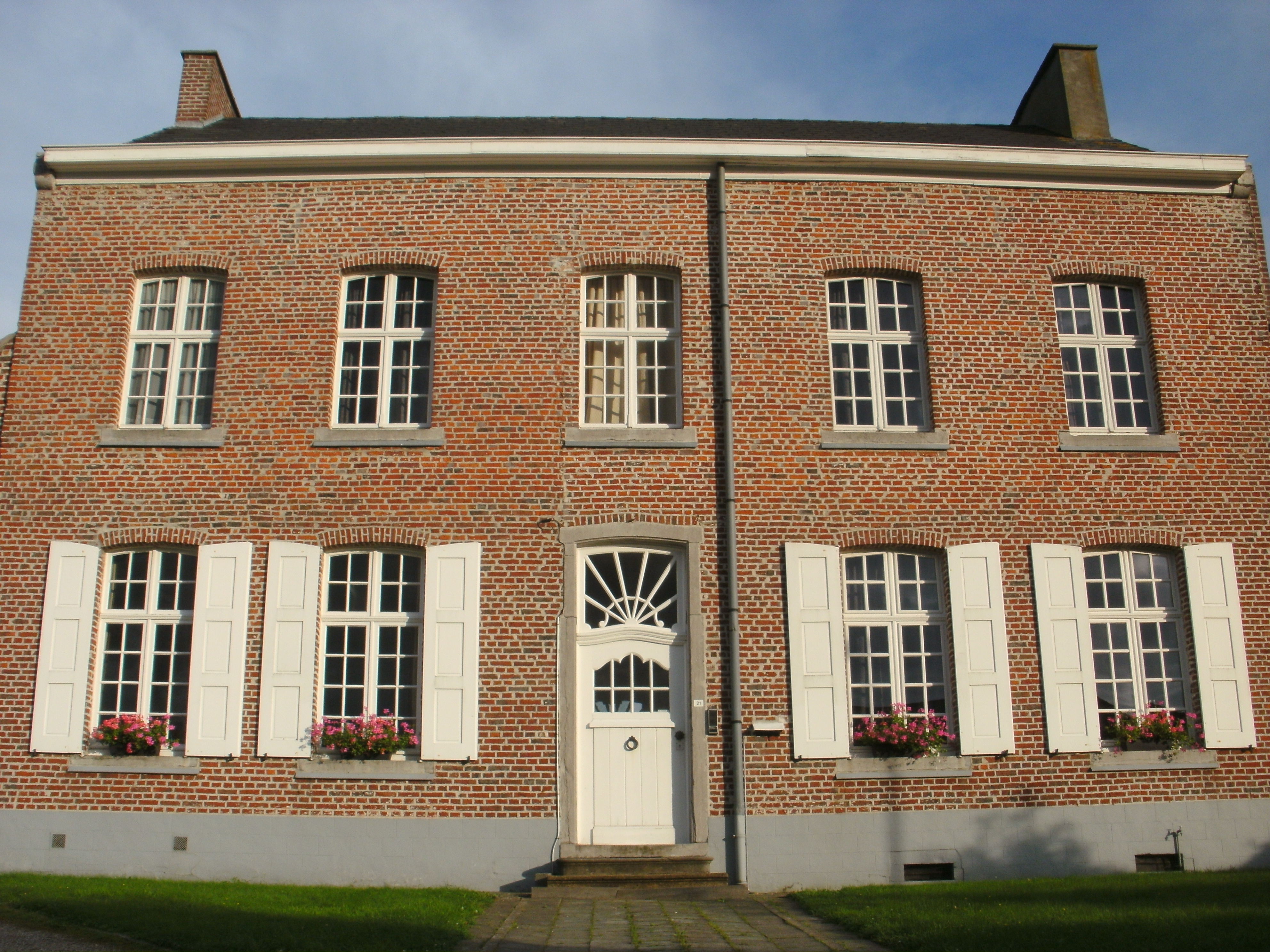
Le presbytère d'Erondegem
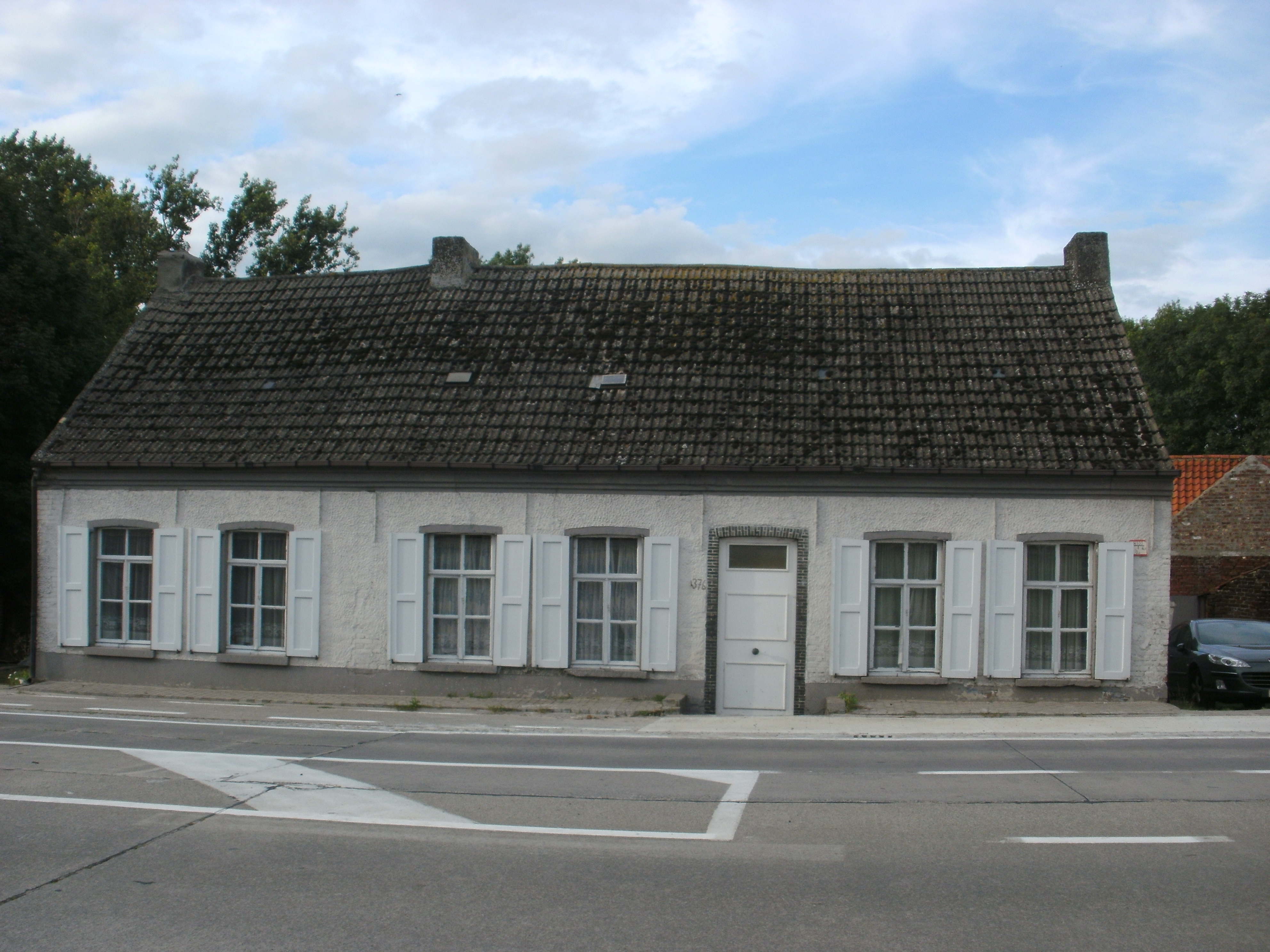
Une ferme à Erondegem
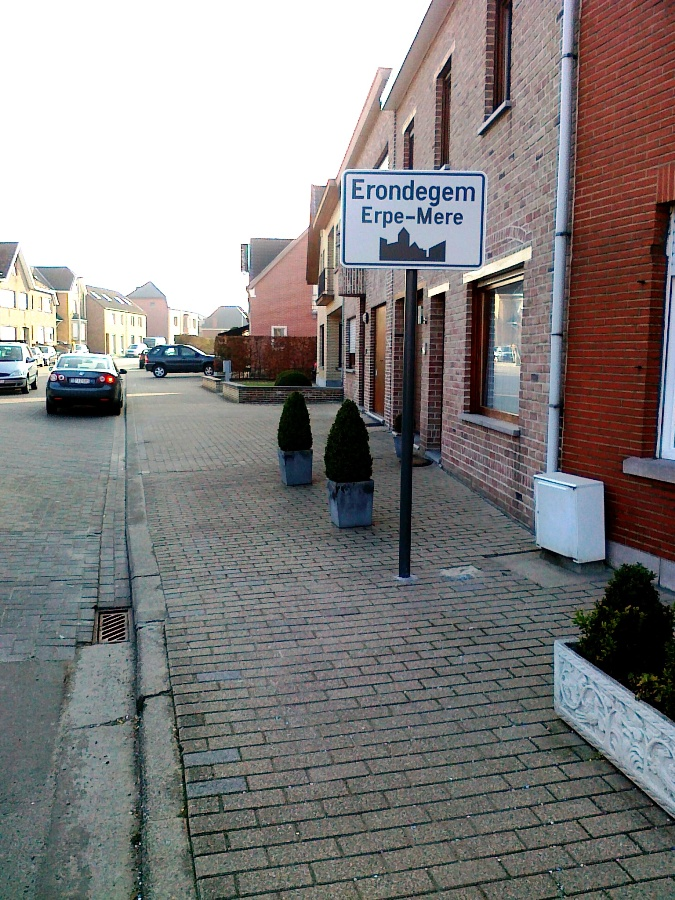
Le commencement de l'agglomération d'Erondegem
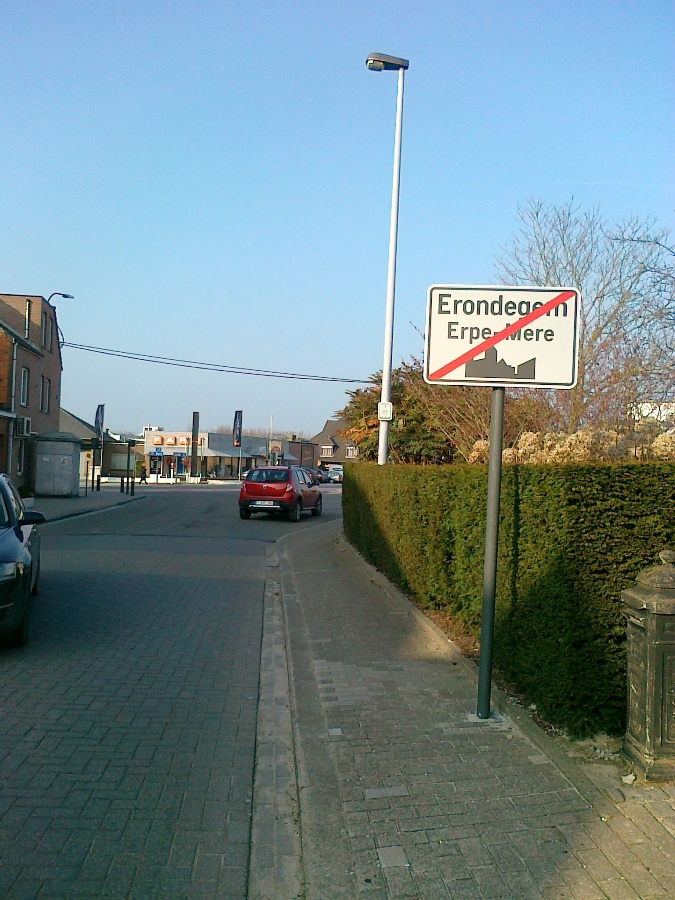
La fin de l'agglomération d'Erondegem

## Sport
Maillots
Dernière mise à jour : 5 juin 2012.
Le Koninklijke Voetbal Club Erpe Erondegem était un club de football belge basé dans le village d'Erpe, en Flandre-Orientale. Fondé le 3 octobre 1944 (Koninklijke Football Club Olympia Erondegem), le club portait le matricule 4141 et jouait en 2008-2009 en quatrième provinciale. Erpe Erondegem jouait en noir, vert et orange comme couleurs.

### KFC Olympia Erondegem
Koninklijke Football Club Olympia Erondegem était un club de football belge basé dans le village d'Erondegem, fondé le 3 octobre 1944 ; le club portait le matricule 4141 et jouait en 1998-1999 en quatrième provinciale. Erondegem jouait en noir et vert comme couleurs. Le stade d'Erondegem était à Gentsesteenweg 328 en Erondegem.

### KVC Erpe Erondegem
KFC Olympia Erondegem est fusé avec FC Oranja Erpe en 1999 (Gentsesteenweg 128 B en Erpe). Le nouveau nom du club était KVC Erpe Erondegem et jouait avec le matricule d'Olympia Erondegem dans le stade d'Oranja Erpe. En 2009 KVC Erpe Erondegem est absorbé par FC Mere.